# Memphis City FC
Memphis City FC, foi uma agremiação esportiva da cidade de Memphis, Tennessee  Atualmente disputa a Premier Development League.

## História
O clube foi fundado em 27 de maio de 2015 com o objetivo de levar o futebol de alta performance para Memphis. A equipe foi anunciada como franquia de expansão da NPSL no dia 4 de novembro de 2015. Em 2016 o clube fez a sua estreia na competição, sendo eliminado pelo Chattanooga FC na final de conferência.

## Simbolos

### Escudo
O escudo do equipe possui duas pequenas pirâmides, uma em cada ponta, em referência a origem do nome da cidade, uma alusão a cidade de Mênfis, no Antigo Egito.